# Sant Pèire de Colombièr
Saint-Pierre-de-Colombier és un municipi francès situat al departament de l'Ardecha i a la regió d'Alvèrnia-Roine-Alps. L'any 2007 tenia 380 habitants.

## Demografia

### Població
El 2007 la població de fet de Saint-Pierre-de-Colombier era de 380 persones. Hi havia 131 famílies de les quals 48 eren unipersonals (24 homes vivint sols i 24 dones vivint soles), 43 parelles sense fills, 32 parelles amb fills i 8 famílies monoparentals amb fills.
La població ha evolucionat segons el següent gràfic:
Habitants censats

### Habitatges
El 2007 hi havia 265 habitatges, 132 eren l'habitatge principal de la família, 121 eren segones residències i 11 estaven desocupats. 261 eren cases i 4 eren apartaments. Dels 132 habitatges principals, 103 estaven ocupats pels seus propietaris, 27 estaven llogats i ocupats pels llogaters i 3 estaven cedits a títol gratuït; 11 tenien dues cambres, 23 en tenien tres, 33 en tenien quatre i 66 en tenien cinc o més. 103 habitatges disposaven pel capbaix d'una plaça de pàrquing. A 62 habitatges hi havia un automòbil i a 49 n'hi havia dos o més.

### Piràmide de població
La piràmide de població per edats i sexe el 2009 era:
| Homes | Edats   | Dones |
| ----- | ------- | ----- |
| 0     | 95 o +  | 4     |
| 0     | 90 a 94 | 12    |
| 4     | 85 a 89 | 12    |
| 4     | 80 a 84 | 4     |
| 16    | 75 a 79 | 0     |
| 0     | 70 a 74 | 20    |
| 16    | 65 a 69 | 16    |
| 8     | 60 a 64 | 12    |
| 8     | 55 a 59 | 4     |
| 4     | 50 a 54 | 8     |
| 8     | 45 a 49 | 8     |
| 12    | 40 a 44 | 8     |
| 12    | 35 a 39 | 28    |
| 0     | 30 a 34 | 32    |
| 24    | 25 a 29 | 24    |
| 4     | 20 a 24 | 12    |
| 0     | 15 a 19 | 4     |
| 8     | 10 a 14 | 8     |
| 4     | 5 a 9   | 16    |
| 20    | 0 a 4   | 8     |

## Economia
El 2007 la població en edat de treballar era de 248 persones, 192 eren actives i 56 eren inactives. De les 192 persones actives 175 estaven ocupades (70 homes i 105 dones) i 18 estaven aturades (5 homes i 13 dones). De les 56 persones inactives 21 estaven jubilades, 13 estaven estudiant i 22 estaven classificades com a «altres inactius».

### Ingressos
El 2009 a Saint-Pierre-de-Colombier hi havia 145 unitats fiscals que integraven 325 persones, la mediana anual d'ingressos fiscals per persona era de 12.940 €.

### Activitats econòmiques
Dels 12 establiments que hi havia el 2007, 2 eren d'empreses extractives, 7 d'empreses de construcció, 1 d'una empresa de comerç i reparació d'automòbils, 1 d'una empresa de transport i 1 d'una empresa de serveis.
Dels 7 establiments de servei als particulars que hi havia el 2009, 5 eren paletes, 1 fusteria i 1 lampisteria.
L'únic establiment comercial que hi havia el 2009 era una botiga de menys de 120 m².
L'any 2000 a Saint-Pierre-de-Colombier hi havia 11 explotacions agrícoles que ocupaven un total de 159 hectàrees.

## Equipaments sanitaris i escolars
El 2009 hi havia una escola elemental.

## Poblacions més properes
El següent diagrama mostra les poblacions més properes.